# Markiz Northampton

## Informacje ogólne
- Dodatkowymi tytułami markizów Northampton są:
  - hrabia Northampton
  - hrabia Compton
  - baron Wilmington
- Najstarszy syn markiza Northampton nosi tytuł hrabiego Compton
- Najstarszy syn hrabiego Compton nosi tytuł lorda Wilmington
- Rodowymi siedzibami markizów Northampton są Castle Ashby i Compton Wanyates

Hrabiowie Northampton 1. kreacji (parostwo Anglii)
- 1072–1075: Waltheof, 1. hrabia Northampton

Hrabiowie Northampton 2. kreacji (parostwo Anglii)
- 1080–1109: Szymon I z St Liz, 1. hrabia Northampton
- 1109–1153: Szymon II z St Liz, 2. hrabia Northampton
- 1153–1184: Szymon III z St Liz, 3. hrabia Northampton

Hrabiowie Northampton 3. kreacji (parostwo Anglii)
- 1337–1360: William de Bohun, 1. hrabia Northampton
- 1360–1373: Humphrey de Bohun, 2. hrabia Northampton
- 1384–1399: Henryk Bolingbroke, 3. hrabia Northampton
- 1399–1438: Anna Platangenet, 4. hrabina Northampton

Markizowie Northampton 1. kreacji (parostwo Anglii)
- 1547–1571: William Parr, 1. markiz Northampton (z przerwą w latach 1554–1559)

Hrabiowie Northampton 4. kreacji (parostwo Anglii)
- 1604–1614: Henry Howard, 1. hrabia Northampton

Hrabiowie Northampton 5. kreacji (parostwo Anglii)
- 1618–1630: William Compton, 1. hrabia Northampton
- 1630–1643: Spencer Compton, 2. hrabia Northampton
- 1643–1681: James Compton, 3. hrabia Northampton
- 1681–1727: George Compton, 4. hrabia Northampton
- 1727–1754: James Compton, 5. hrabia Northampton
- 1754–1758: George Compton, 6. hrabia Northampton
- 1758–1763: Charles Compton, 7. hrabia Northampton
- 1763–1796: Spencer Compton, 8. hrabia Northampton
- 1796–1828: Charles Compton, 9. hrabia Northampton

Markizowie Northampton 2. kreacji (parostwo Zjednoczonego Królestwa)
- 1812–1828: Charles Compton, 1. markiz Northampton
- 1828–1851: Spencer Joshua Alwyne Compton, 2. markiz Northampton
- 1851–1877: Charles Douglas Compton, 3. markiz Northampton
- 1877–1897: William Compton, 4. markiz Northampton
- 1897–1913: William George Spencer Scott Compton, 5. markiz Northampton
- 1913–1978: William Bingham Compton, 6. markiz Northampton
- 1978 -: Spencer Douglas David Compton, 7. markiz Northampton

Następca 7. markiza Northampton: Daniel Bingham Compton, hrabia Compton